# Сторожевые корабли проекта 22460
Патрульные корабли проекта 22460 «Охотник» — серия российских патрульных пограничных кораблей 2-го ранга ледового класса охраны территориальных вод, патрулирования 12-мильной пограничной зоны, могут быть отнесены к малым корветам. Предназначены для несения погранично-патрульной службы по охране государственной границы, территориальных вод, континентального шельфа, для проведения аварийно-спасательных работ, а также для осуществления экологического контроля и ликвидации последствий природных бедствий. Наряду с охраной границы в задачу кораблей этого класса могут входить операции по борьбе с терроризмом и морским пиратством.

## Конструкция

### Корпус

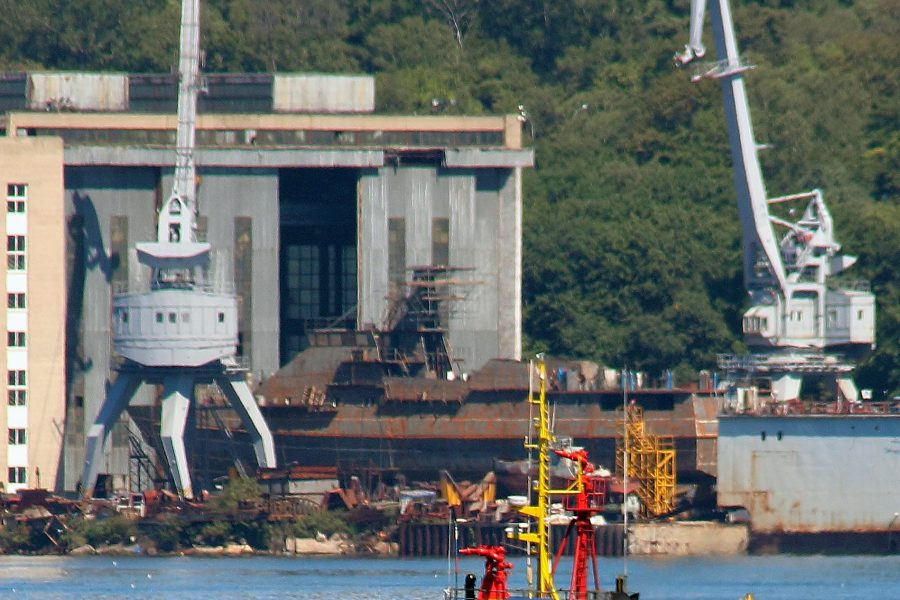
Строящийся «Коралл» на Восточной верфи 09.09.2014

Корабли проекта 22460 отличаются от своих предшественников не столько вооружением, сколько кораблестроительными качествами, говорил в 2008 году Генеральный директор Северного ПКБ Владимир Спиридопуло. Так, корабль сможет нести службу при волнении моря в 6 баллов, при этом свободно маневрировать. У них новая форма корпуса и повышенная мореходность — скорость на спокойной воде до 28 узлов. Внешние обводы корабля разработаны с применением элементов стелс-технологии. В кормовой части судна имеется слип для спуска быстроходного катера жёстко-надувного типа или другого оборудования. ПСКР проекта 22460 оборудуются опреснительной установкой. Для улучшения обитаемости есть сауна и небольшой бассейн. Судно по ледопроходимости соответствует классу РРР РФ «О 2.0» (толщина льда до 20 см).

### Вооружение
- 1 × 6 × 30 мм АУ АК-630
- 8 × ПЗРК «Игла», «Верба»
- 2 × МТПУ 14,5 мм
- 2 × 1 × 12,7 мм пулемёт «Корд»
- 1 × 4 ПУ КУВ «Гибка» — только на ПСКР «Расул Гамзатов»

Также возможно размещение пусковых установок ПКР Х-35У «Уран» и артустановок А-220М.
В кормовой части корабля смонтирована взлётно-посадочная площадка, которая может быть оборудована складным палубным ангаром-убежищем для одного лёгкого вертолёта Ка-226 или «Ансат». Также на кораблях получат прописку БПЛА Gorizont G-Air S-100.

## Строительство

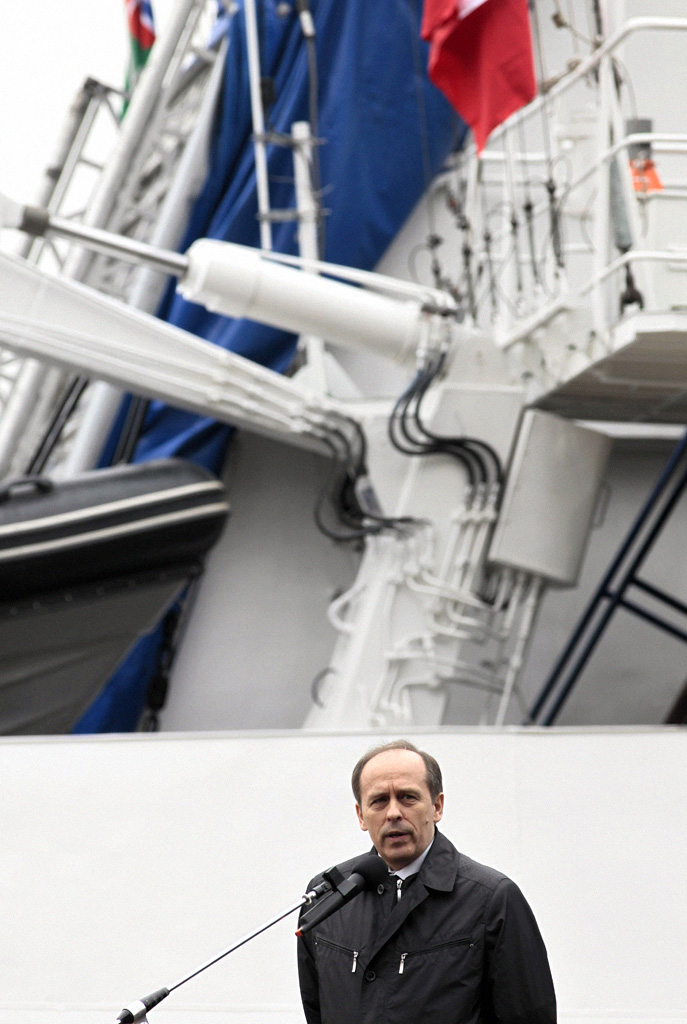
Директор ФСБ России Александр Бортников на церемонии подъёма флага на головном корабле береговой охраны «Рубин» проекта 22460 на ОАО «Судостроительная фирма „Алмаз“». Россия, Санкт-Петербург

Общее количество кораблей в серии ожидается около 30. Директор ФСБ России Александр Бортников на торжественной церемонии подъёма флага кораблей, судов и плавсредств БО ПС ФСБ на ПСКР «Рубин» 12 мая 2010 года, заявил, что запланировано построить только в Санкт-Петербурге не менее 25 кораблей этого проекта.
Первый корабль «Рубин» (зав. № 501) проекта 22460 базируется на Чёрном море. Принял участие в обеспечении безопасности во время проведения Олимпиады 2014 года в Сочи.
25 ноября 2011 года ПСКР «Бриллиант» проекта 22460 (зав. № 502), второй в серии или первый серийный корабль, был спущен на воду. После достройки и прохождения испытаний был принят в состав Каспийского погрануправления ФСБ РФ.
В мае 2012 года на Восточной верфи были заложены два ПСКР для Северо-Восточного погрануправления ПС ФСБ РФ — «Сапфир» (зав. № 300) и «Коралл» (зав. № 301). Тем самым Восточная верфь стала вторым предприятием, где строятся корабли проекта.
В период до 27 июля 2014 года были построены и вошли в строй ещё два ПСКРа постройки Санкт-Петербургского завода «Алмаз» — «Жемчуг» (зав. № 503) и «Изумруд» (зав. № 504).
В декабре 2014 стало известно о заключении контракта стоимостью 2,374 миллиарда рублей с ОАО «Восточная верфь» на постройку ещё одного ПСКР для Северо-Восточного погрануправления ПС ФСБ РФ (зав. № 302).
По состоянию на 8 ноября 2014 года Федеральная служба безопасности России разместила заказ на строительство очередных трёх пограничных сторожевых кораблей проекта 22460 с заводскими номерами 509—511.
В начале строительства на первых 5 кораблях ставились немецкие двигатели 16V4000M73L «MTU» и редукторы «ZF», но потом с 2015 года на следующие корабли из-за санкций стали ставить китайские двигатели CHD622V20 «HND», которые поставлены ООО «Морские пропульсивные системы». Последний корабль проекта, «Расул Гамзатов», спущен на воду в декабре 2019 года и передан заказчику в ноябре 2021 года.

## Представители проекта
Сторожевые корабли постройки судостроительной фирмы «Алмаз», Санкт-Петербург
| №  | Название         | Бортовой № | Заводской № | Закладка   | Спуск на воду | Передча заказчику | Место службы                                                   | Примечания |
| -- | ---------------- | ---------- | ----------- | ---------- | ------------- | ----------------- | -------------------------------------------------------------- | ---------- |
| 1  | «Рубин»          | 350        | 501         | 03.09.2007 | 26.06.2009    | 13.11.2009        | БОХР ПС ФСБ России по Краснодарскому краю (с 12.05.2010)       | В строю    |
| 2  | «Бриллиант»      | 550        | 502         | 12.05.2010 | 25.11.2011    | 26.06.2012        | БОХР ПС ФСБ России по Республике Дагестан (с 02.11.2012)       | В строю    |
| 3  | «Жемчуг»         | 352        | 503         | 22.12.2010 | 21.04.2012    | 21.09.2012        | БОХР ПС ФСБ России по Краснодарскому краю                      | В строю    |
| 4  | «Изумруд»        | 354        | 504         | 21.09.2012 | 14.08.2013    | 27.07.2014        | БОХР ПС ФСБ России по Республике Крым. Базирование в Балаклаве | В строю    |
| 5  | «Аметист»        | 355        | 505         | 2012       | 24.03.2014    | 03.10.2014        | БОХР ПС ФСБ России по Республике Крым. Базирование в Балаклаве | В строю    |
| 6  | «Проворный»      | 406        | 506         | 27.06.2014 | 06.05.2016    | 11.11.2016        | БОХР ПС ФСБ России по Республике Крым. Базирование в Балаклаве | В строю    |
| 7  | «Преданный»      | 551        | 507         | 2014       | 07.04.2017    | 15.09.2017        | БОХР ПС ФСБ России по западному арктическому району            | В строю    |
| 8  | «Надёжный»       | 508        | 508         | 27.06.2014 | 26.05.2016    | 10.12.2016        | БОХР ПС ФСБ России по Калининградской области                  | В строю    |
| 9  | «Бдительный»     | 552        | 509         | 2015       | 21.04.2017    | 13.10.2017        | БОХР ПС ФСБ России по западному арктическому району            | В строю    |
| 10 | «Безупречный»    | 351        | 510         | 24.05.2017 | 18.04.2018    | 10.10.2018        | БОХР ПС ФСБ России по Республике Крым. Базирование в Балаклаве | В строю    |
| 11 | «Расул Гамзатов» | 511        | 511         | 04.09.2018 | 21.12.2019    | 30.11.2021        | БОХР ПС ФСБ России по Республике Дагестан                      | В строю    |

Сторожевые корабли постройки «Восточной верфи», Владивосток
| №  | Название   | Бортовой № | Заводской № | Закладка | Спуск на воду | Передча заказчику | Место службы                                          | Примечания |
| -- | ---------- | ---------- | ----------- | -------- | ------------- | ----------------- | ----------------------------------------------------- | ---------- |
| 12 | «Сапфир»   | 144        | 300         | 2013     | 06.08.2014    | 28.05.2015        | БОХР ПС ФСБ России по Приморскому краю (с 28.05.2015) | В строю    |
| 13 | «Коралл»   | 095        | 301         | 2013     | 06.07.2015    | 17.12.2015        | БОХР ПС ФСБ России по Сахалинской области             | В строю    |
| 14 | «Дозорный» | 129        | 302         | 2015     | 22.08.2017    | 25.05.2018        | БОХР ПС ФСБ России по Сахалинской области             | В строю    |